# Rosenau (Stuttgart)

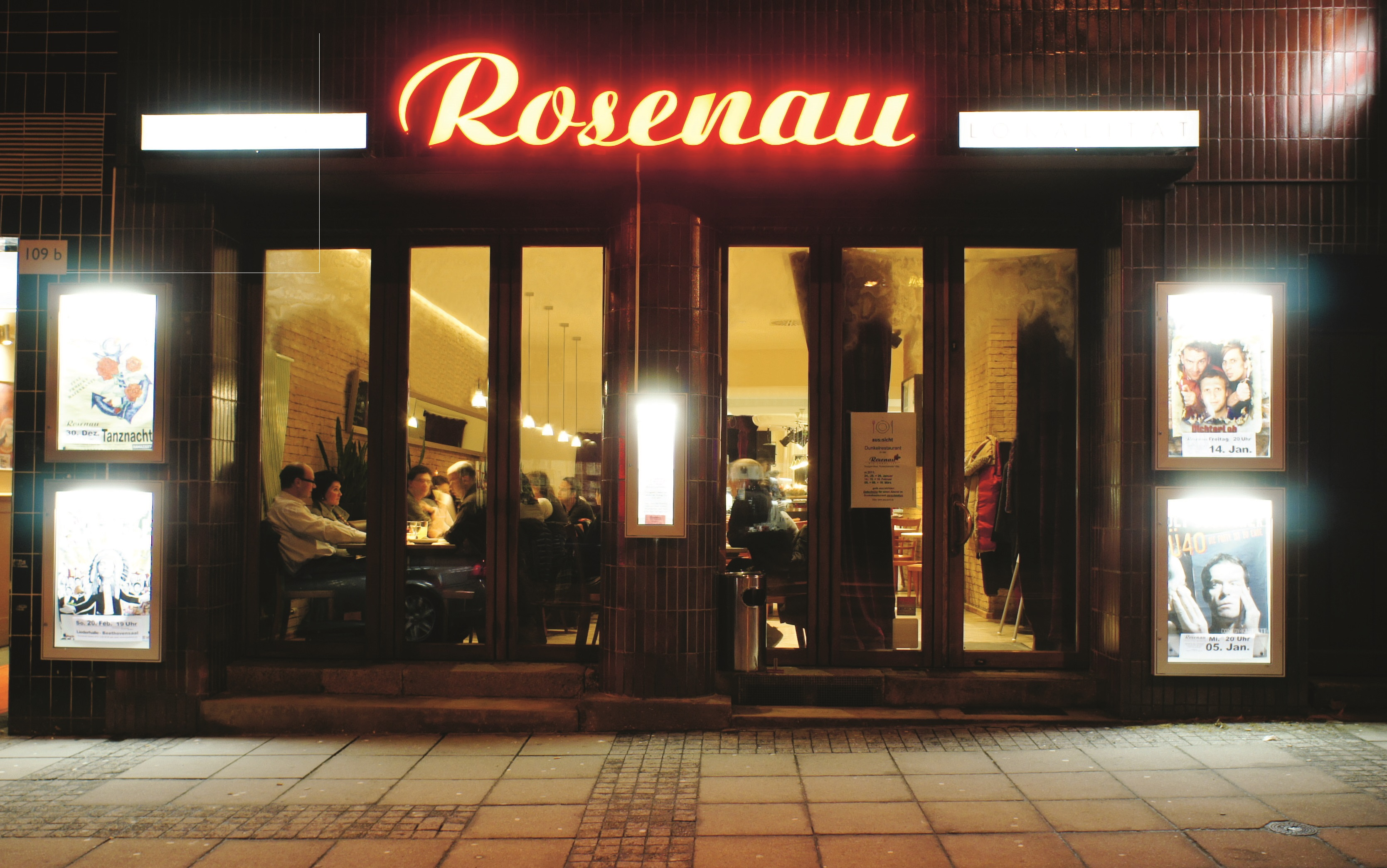
Die Rosenau im Stuttgarter Westen

Die Rosenau – Lokalität & Bühne ist eine Kabarett- und Kleinkunstbühne in Stuttgart mit jährlich über 160 Kulturveranstaltungen. Hier gastieren Künstler aus dem gesamten deutschsprachigen Raum. Charakteristisch für die Rosenau ist die unmittelbare Atmosphäre zwischen Künstler und Publikum sowie – in der Tradition der ersten Kabarettbühnen in Berlin und Wien – die Verbindung von kulturellem und kulinarischem Angebot.
Zudem werden von der Rosenau Stuttgart jährlich rund 40 Kulturveranstaltungen in größeren Locations als „Gastspiele außer Haus“ durchgeführt.
Seit 2014 betreibt der Rosenau Kultur e. V. als freier gemeinnütziger Träger die Kulturbühne und ist zugleich Mieter des Gebäudes. Die Gastronomie ist seit 2015 an den Gastronomen Roberto Mißbach verpachtet, der mit seinem Team für das leibliche Wohl der Gäste sorgt.
Die Rosenau Stuttgart ist seit 2011 als soziokulturelles Zentrum anerkannt und Mitglied in der Landesarbeitsgemeinschaft der Kulturinitiativen und Soziokulturellen Zentren in Baden-Württemberg (LAKS).

## Programm

Rosenau Poetry Slam, 2020

Kabarett, Poetry Slam, Comedy, Lesungen und Kleinkunst machen den Großteil des Programms aus. Kabarettisten und Comedians wie Jochen Malmsheimer, Rolf Miller, Uli Keuler, Matthias Egersdörfer, Teresa Reichl, Eva Karl Faltermeier, Stefan Waghubinger, BlöZinger, Alex Stoldt, Uta Köbernick, Friedemann Weise, Helene Bockhorst, Tino Bomelino, Jan van Weyde, Quichotte oder Ingmar Stadelmann treten regelmäßig in der Rosenau auf.
Ein Teil des Konzepts ist die Förderung junger und talentierter Künstler, denen die Rosenau innerhalb der Reihen „OpenStage“, „Rosenau Poetry Slam“, „Poetry für zwei“ oder „Stuttgart Stand Up“ einen professionellen Auftrittsort bietet.
Die Rosenau bietet zudem Platz für in der Stadt bisher nicht etablierte Formate und Reihen. Veranstaltungen wie der monatlich ausgetragene „Poetry Slam“ (seit 2000), die „OpenStage“ (seit 2003), „Mütternacht – Der Comedyclub“, „Poetry für zwei“, die „Rosenau Tanznacht“ oder die Formate „Flop oder Top?“, „close-up music“ und „Non Stop Stand Up“ sind oder waren fester Bestandteil des Spielplans.
Konzerte u. a. lokaler Bands wie HISS, HASA, Django 3000 oder Rainer von Vielen sowie Auftritte von Liedermachern wie Dota, Simon & Jan, Fortuna Ehrenfeld oder Enno Bunger finden sich ebenfalls im Programm. Seit Januar 2016 organisiert die Rosenau die Stuttgarter Live-Ausgabe des Quatsch Comedy Clubs.
Seit den 1990er-Jahren wird die Rosenau verschiedentlich auch als „Entdeckerbühne“ bezeichnet. Das führte Michael Drauz als künstlerischer Leiter ab 2002 fort, sodass inzwischen etablierte Künstler wie Eckart von Hirschhausen, Rainald Grebe, Martina Schwarzmann, Vince Ebert, Marc-Uwe Kling, Sebastian Pufpaff, Torsten Sträter, Hazel Brugger, Olaf Schubert, Till Reiners, Moritz Neumeier oder Sarah Bosetti ihren erste Auftritte in Stuttgart in der Rosenau hatten, und inzwischen als „Gastspiele außer Haus“ vom Rosenau Kultur e. V. in Stuttgart etwa im Theaterhaus, im Wizemann oder in der Liederhalle veranstaltet werden.

## Geschichte
1894 errichtete die Brauerei Bachner das Gebäude in der Rotebühlstraße in Stuttgart als Brauereigaststätte. Nach der Jahrhundertwende übernahm der Bierbrauer Ernst Wulle das Lokal samt Sudhaus und Lagerkeller. Schon zu dieser Zeit fanden im Saal regelmäßig Veranstaltungen und Versammlungen statt.
Nach dem Zweiten Weltkrieg kam es zu größeren Umbaumaßnahmen, Saal und Lokal wurden räumlich voneinander getrennt. Nach der Fusion der Brauereien Wulle und Dinkelacker ging die Rosenau 1971 in den Besitz von Dinkelacker über. Ab 1973 wurde der Saal vorwiegend für Vereinsabende, als Tanzcafé und als Laientheater genutzt. Die Rosenau war zu dieser Zeit ein gutbürgerliches Lokal mit regional und lokal verwurzeltem Kulturprogramm.
1992 übernahmen die Gastronomen Johannes Zeller und Christoph Ulmer die Traditionsgaststätte. Sie begründeten den heutigen Ruf der Rosenau als Kleinkunstbühne. Künstler wie Michael Mittermeier, Kaya Yanar, Ingo Appelt, Leo Bassi, Rolf Miller, Ben Becker oder Die Fantastischen Vier traten dort zu Beginn ihrer Karriere in den 1990er-Jahren erstmals in Stuttgart auf.

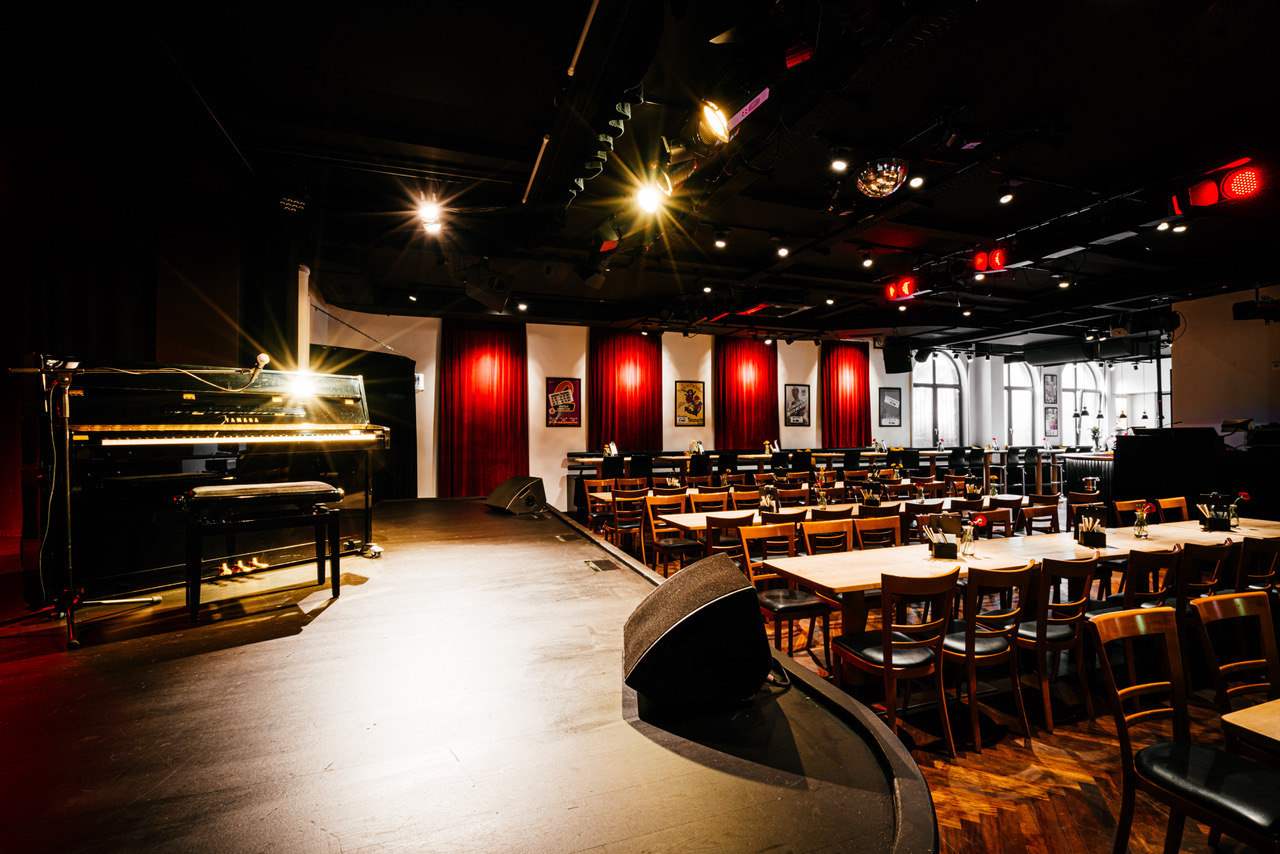
Der Saal vor Veranstaltungsbeginn, 2021

Im Jahr 2002 gab Johannes Zeller bekannt, dass er die Rosenau nicht weiter betreiben werde. Seit September 2002 wurden Bühne und Restaurant von einer gewerblichen Tochterfirma des Sozialunternehmens Neue Arbeit, der Neue Arbeit Dienstleistungsagentur GmbH, betrieben. Im selben Jahr übernahm Michael Drauz die künstlerische Leitung des Hauses, die er bis heute innehat.
Wirtschaftlich rentabel war die Rosenau in dieser Zeit nicht. Im April 2009 wurden Kulturbühne und Restaurant daher finanziell voneinander getrennt. Dadurch und mit der Gründung des gemeinnützigen Vereins Rosenau Kultur e. V. wurden die Voraussetzungen für eine finanzielle Förderung durch die Stadt geschaffen. Im Jahr 2013 gab die „Neue Arbeit Dienstleistungsagentur GmbH“ ihren endgültigen Rückzug als Betreiber der Rosenau bekannt. Seit Anfang 2014 ist der Rosenau Kultur e. V. als Mieter und Pächter verantwortlich für die Kulturbühne.

## Struktur und Finanzierung
Der Rosenau Kultur e. V. wird seit 2010 vom Kulturamt der Stadt Stuttgart und seit 2011 auch vom Land Baden-Württemberg finanziell gefördert. Nachdem zwischenzeitlich nur noch ein ausgedünnter Betrieb mit rund 80 Veranstaltungen im Jahr möglich war, bietet die Rosenau seit 2016 wieder ein ganzjähriges Kulturprogramm.
Da zwischen 2012 und 2014 die Existenz in keinster Weise gesichert war, haben sich im Laufe der Jahre immer wieder auch Künstler, Gäste und Künstleragenturen für den Erhalt der Bühne eingesetzt. Seit Mai 2010 gibt es den Freundeskreis der Rosenau, dessen Mitglieder während der Verhandlungen mit der Stadt Stuttgart über eine finanzielle Förderung mit verschiedenen Aktionen für den Erhalt der Bühne geworben haben und die Rosenau bis heute durch einen jährlichen Beitrag unterstützen.